# 台中市公車668路
台中市公車668路目前行駛自日南車站到大甲區公所，本路線大部分行駛於通天路、東明路、中山路。

## 歷史
- 2017年8月25日：通車[1]
- 2019年6月1日：增設「莿仔埔3」站。
- 2023年10月1日：「中山路二段759巷口」更名為「中山日南路口」。

## 路線基本資料
自日南車站起，沿大甲區中山路二段、慈德路、通天路、北堤東路、東明路、長安路、慈德路、經國路、中山路二段、北堤東路、經國路、中山路一段、文曲路、經國路、新政路、三民路到大甲區公所。

## 時刻表
- 時刻表僅供參考，請以東南客運網站公告為準。

| 台中市公車668路平/假日時刻表 | 台中市公車668路平/假日時刻表 | 台中市公車668路平/假日時刻表 | 台中市公車668路平/假日時刻表 |
| ---------------------------- | ---------------------------- | ---------------------------- | ---------------------------- |
| 日南車站開時刻               | 日南車站開備註               | 大甲區公所開時刻             | 大甲區公所開備註             |
| 06:40                        | -                            | 07:50                        | -                            |
| 09:00                        | -                            | 10:10                        | -                            |
| 11:20                        | -                            | 12:30                        | -                            |
| 13:40                        | -                            | 15:40                        | -                            |
| 16:55                        | -                            | 18:00                        | -                            |

## 收費
依里程計費，刷電子票證十公里免費。

## 停站
參見右側路線站牌圖。

## 其他
臺中市議員吳敏濟提案爭取，臺中市第一部繞行大安溪北及溪南的大甲生活圈公車，讓公車深入鄉村，並大幅提升生活機能。